# ФК Шарлот
Шарлот (енгл. Charlotte FC) је амерички фудбалски клуб из Шарлота, Северна Каролина. Наступа у Источној конференцији МЛС лиге. 